# Circonscription de McEwen

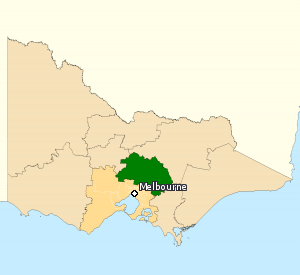
La circonscription de McEwen (en vert) dans la banlieue de Melbourne (en beige).

La circonscription de McEwen est une circonscription électorale australienne au Victoria. Elle est située sur l'extrême-orient et l'extrême-nord de banlieue de la capitale, Melbourne. Elle comprend les localités de Diamond Creek, Doreen, Epping, Hurstbridge et Mernda, ainsi que les centres régionaux de Broadford, Seymour, Woodend, Yea, Eildon, Marysville et Kinglake, et la région vinicole de Vallée Yarra. 
La circonscription a été créée lors du redécoupage du 14 septembre 1984 et fut mise en jeu pour la première fois à l'élection fédérale de 1984. Elle porte le nom de John McEwen, qui fut pendant quelques jours Premier ministre. La circonscription est actuellement un siège très marginal pour le parti libéral. L'élection de 2007 a donné lieu à une certaine controverse, étant donné que les résultats étaient incertains et ne permettaient pas de désigner un gagnant. En fin de compte, la Haute Cour d'Australie a déterminé que le député libéral sortant, Fran Bailey, avait gagné par 27 voix. Bailey a pris sa retraite à l'élection de 2010.
Les villes de Kinglake, Marysville et St Andrews ont été durement touchés par les incendies lors du « Samedi noir ».

## Députés
| Nom            | Parti        | Période de mandat |
| -------------- | ------------ | ----------------- |
| Peter Cleeland | Travailliste | 1984–1990         |
| Fran Bailey    | Libéral      | 1990–1993         |
| Peter Cleeland | Travailliste | 1993–1996         |
| Fran Bailey    | Libéral      | 1996–2010         |
| Rob Mitchell   | Travailliste | 2010–en cours     |